# Hillia acronyctina
Hillia acronyctina är en fjärilsart som beskrevs av Köhler 1952. Hillia acronyctina ingår i släktet Hillia och familjen nattflyn. Inga underarter finns listade i Catalogue of Life.